# Secretaris
Een secretaris (letterlijk geheimhouder) of penvoerder is de functie van de persoon die de verslaglegging doet van een organisatie, zoals een vereniging of een stichting. De secretaris verzorgt de notulen tijdens een vergadering, maar vaak ook de voorbereiding en opvolging van de acties, de ledenadministratie en de correspondentie. Als contactpersoon voor de vereniging en het bestuur en waakt deze ook over de geldende wet- en regelgeving. In kleinere verenigingen kan de functie worden gecombineerd met die van scriptor. Tijdens (formele) vergaderingen zit de secretaris rechts van de voorzitter.

## Specifiekere benamingen
- abactis, de Latijnse benaming die weleens wordt gebruikt binnen studentenverenigingen
- gemeentesecretaris
- Griffier (rechtbank)
- Griffier (volksvertegenwoordiging)
- Kanselier bij een bisdom
- secretaris-generaal of algemeen secretaris bij grote organisaties
- Secretaris-generaal binnen het top-management van een organisatie
- Secrita bij een kerkkoor
- Scriba bij een kerkbestuur
- Vakbondssecretaris